# Max Mok
Max Mok Siu-Chung (En chino: 莫少聪) (2 de diciembre de 1962) es un cantante y actor de cine y televisión de Hong Kong visto en la cadena televisiva TVB. Fue reclutado por el programa Shaw Brothers Studio y ha sido galardonado como la estrella de cine más importante desde la década de 1980. Principalmente conocido por interpretar el personaje de "Leung Foon" en "Érase una vez en China II, III, IV y V", después de sustituir a Yuen Biao, que había participando en la primera película.

## Arresto en Pekín
Mok Siu Chung fue arrestado en Pekín el viernes 15 de abril de 2011, por consumo de drogas alegado. Se enfrentó a 10 días de prisión y una multa, según una fuente. Varios agentes de policía participaron en la redada en una prestigiosa zona residencial del distrito de Chaoyang de la capital, según la agencia de noticias Xinhua, que confirmó la detención el 17 de abril de 2011. 

## Filmografía

### En Shaw Brothers Studio
- The Enchantress (妖魂) (1983)
- Holy Flame of the Martial World (武林聖火令) (1983)
- The Lady Assassin (清宮啟示錄) (1983)
- Usurpers of Emperor's Power (1983)
- Thunderclap (1984)

### Otros
- Ode to Gallantry (1985)
- My Mind, Your Body (1985)
- Magic Crystal (1986)
- Eastern Condors (1987)
- Blood Call (1988)
- The Dragon Family (龍之家族) ((1988), Lau Kar-wing directed
- Faithfully Yours (1988)
- Hero of Tomorrow (1988)
- Last Eunuch in China (中國最後一個太監) (1988)
- Three Wishes (1988)
- City Kids 1989 (1989)
- Close Escape (1989)
- Ghost Fever (1989)
- Hearts No Flowers (1989)
- Little Cop (1989)
- Long Arm of the Law 3 (1989)
- Lucky Star (1989)
- Path of Glory (1989)
- Pedicab Driver (1989)
- Seven Warriors (1989)
- Family Honor (1990)
- The Fortune Code (1990)
- Lung Fung Restaurant (1990)
- Never Say Regret (1990)
- No Way Back (1990)
- The Outlaw Brothers (1990)
- That's Money (1990)
- Whampoa Blues (1990)
- Mission of Condor (1991)
- Off Track (1991)
- Once Upon a Time in China II (1992), Tsui Hark directed
- Son on the Run (1991)
- Night Life Hero (1992)
- Once Upon a Time in China III (1993)
- Sisters In Law (1992)
- Summer Lovers (1992)
- The Twilight Of The Forbidden City (1992)
- Angel Of The Road (1993)
- The Assassin (1993)
- No Regret No Return (1993)
- Once Upon a Time in China IV (1993)
- Secret Signs (1993)
- Slave Of The Sword (1993)
- Fait Accompli (1994)
- Fire Dragon (1994)
- Gambling Baron (1994)
- How Deep Is Your Love (1994)
- Lantern (1994)
- Once Upon a Time in China V (1994)
- Heart of Killer (1995)
- Dangerous Duty (1996)
- Warrior Period (1996)
- Wong Fei Hung Series (1996)
- Happy Together (1997)[2]
- Top Borrower (1997)
- Nightmare Zone (1998)
- The Doctor in Spite of Himself (1999)
- The Golden Nightmare (1999)
- The Hong Kong Happy Man 2 (2000)
- One Drop of Blood Per Step (2000)
- Romancing Bullet (2000)
- Master Swordsman Lu Xiaofeng (2001)
- Drunken Hero (2002)
- Star Runner (2003)
- D7: Dangerous Duty (2003)
- Revenge of Cheetah (2003)
- Love is a Many Stupid Thing (2004)
- Battle in Lingyuan City (2005)
- Run Papa Run (2008)
- Da Wan Jia (2010)[1][2]

## Discografía

### Álbumes
| Álbum | Título       | Idioma    | Año y lanzamiento | Etiqueta(s) |
| ----- | ------------ | --------- | ----------------- | ----------- |
| 1st   | 半个情人     | Mandarín  | 1992.01           | 可登唱片    |
| 2nd   | 還是愛妳     | Cantonese | 1993              | 艺能动音    |
| 3rd   | 與你相逢     | Mandarín  | 1994              | 金点唱片    |
| 4th   | 牽絆一生的愛 | Mandarín  | 1994              | 金点唱片    |
| 5th   | 你在九月离开 | Mandarín  | 1995.09           | 可登唱片    |

## Premios
| Años | Premios                                                                                             |
| ---- | --------------------------------------------------------------------------------------------------- |
| 1984 | - Hong Kong Film Award: Nominated Best New Performer (Holy Flame of the Martial World) (武林聖火令) |
| 1989 | - Hong Kong Film Award: Nominated Best Actor (Last Eunuch in China)(中國最後一個太監)               |